# وعيلات (القطن)
'

تعديل مصدري - تعديل

وعيلات هي إحدى قرى عزلة القطن بمديرية القطن التابعة لمحافظة حضرموت، بلغ تعداد سكانها 362 نسمة حسب تعداد اليمن لعام 2004.